# (289992) Onfray
(289992) Onfray est un astéroïde de la ceinture principale.

## Description
(289992) Onfray est un astéroïde de la ceinture principale. Il fut découvert le 10 août 2005 à Saint-Sulpice (Oise) par Bernard Christophe à l'Observatoire de Saint-Sulpice. Il présente une orbite caractérisée par un demi-grand axe de 3,07 UA, une excentricité de 0,21 et une inclinaison de 0,4° par rapport à l'écliptique.
Il est nommé d'après Michel Onfray.

## Compléments